# Marius van Heerden
Mattheus Johannes „Marius“ van Heerden (* 8. September 1974 in Clanwilliam; † 22. Januar 2021 in Kapstadt) war ein südafrikanischer Leichtathlet.

## Biografie
Marius van Heerden stellte 1996 über 800 Meter im Greenpoint Stadium in Kapstadt mit einer Zeit von 1:44,57 min einen neuen südafrikanischen Rekord auf. Wenig später nahm er an den Olympischen Sommerspielen 1996 in Atlanta teil. Im 800-Meter-Lauf schied er jedoch bereits im Vorlauf aus.
Am 22. Januar 2021 starb van Heerden im Alter von 46 Jahren während der COVID-19-Pandemie an den Folgen einer SARS-CoV-2-Infektion in Kapstadt. Er war verheiratet und hatte zwei Söhne.